# Шадрінка (Сладковський район)
Ша́дрінка (рос. Шадринка) — присілок у складі Сладковського району Тюменської області, Росія.
Населення — 83 особи (2010, 132 у 2002).
Національний склад станом на 2002 рік:
- росіяни — 72 %